# ダイパーズ・ドット・コム
ダイパーズ・ドット・コム(Diapers.com)は2005年にマーク・ロアとヴィニット・ブハララによって設立されたベビー用品のオンライン専門店。ニュージャージー州のモントクレアに拠点がある。当初は1800DIAPERSとして創設され、おむつやおしりふき、乳幼児用のミルクのような消耗品の提供を開始した。倉庫の自動化のためにKiva robotsを使用し、配送でもUPSとFedExを組み合わせて使用した。2008年の後期に、ダイパーズは衣類やチャイルドシート、乳母車、玩具など幅広いベビー用品を提供し始めた。
2009年に雑誌「Inc.」がダイパーズを全体で35位、小売では1位、ニューヨーク都市圏では３位、インド人が運営する会社では5位に位置付けた
。
企業の本社はニュージャージー州ジャージー市のExchange Placeに位置している。

2017年3月、Amazon.comは不採算事業であったためにダイパーズと他のクイッツイ(Quidsi)傘下のサイトを2017年4月19日に閉鎖する意向を発表した。それに伴いクイッツイの本社と顧客サービス部門の従業員260人余りが6月に解雇されることになった。2017年4月20日、Diapers.com、Soap.com、Wag.com、BeautyBar.com、Casa.comとYoYo.comはAmazon.com内の新しいサイトに移され、以前のURLからでも新サイトへのアクセスが可能。Quidsi.com はAmazon.comにリダイレクトされる。

## 歴史
2005年、マークと親友のヴィニットはダイパーズを始めた。 アイディアは単純で、新しい親向けに生活を楽にしようというものだった。しかし大半の主要メーカーは自社の製品をスタートアップに販売しないという大きな障害に直面した。そのため自身のクレジットカードを使い、トラックを借り、おむつや乳幼児用のミルク、おしり拭きをまとめ買いするために東海岸の卸売店に行ったり来たりした。
マークとヴィニットは2006年にニュージャージー州のモントクレアに公式なオフィスを開き、翌年に初の常勤社員を雇用した。2009年までに企業はクイッツイ(Quidsi)と改名し(ラテン語でもし～だったらどうする？を意味する)、運営する全てのサイトを傘下にした。クイッツイの傘下には健康や美容、生活必需品向けの「Soap.com」やラグジュアリービューティ向けの「BeautyBar.com」ペット専門のサイト「Wag.com」、玩具やゲームを扱う「YoYo.com」、室内装飾や家庭製品を扱う「Casa.com」、自然で有機的な食料品を扱う「VineMarket.com」、子供のスポーツと活動向けの「AfterSchool.com」、子供向けの本の「Bookworm.com」、子供向け服の「Look.com」がある。10種類のサイトは共通のショッピングカートを提供し、購入することができた。2016年時点で前述の10サイトのうち、6サイトのみが主要なナビゲーションとQuidsi.comの企業のサイトに登場している。
Amazon.comは2010年11月8日にダイパーズと「Soap.com」を運営するQuidsi, Inc.を5億4500万ドルで買収した
。しかし、Quidsiは独自に運営を続け、2017年4月までアマゾンがZappos.comで使用しているものと同様の統合モデルに従った。